# Estación Fluvial de Rosario
La Estación Fluvial Puerto Rosario es el único puerto de pasajeros habilitado de la ciudad de Rosario. Su ubicación estratégica, las rigurosas normas de seguridad portuaria y su variada oferta de excursiones a través del río Paraná, la convierten en el principal referente turístico fluvial de la región. Fue construida en 1950 e inaugurada por la primera dama Eva Perón en 1951.
El predio de la Estación Fluvial ofrece también una amplia gama de ofertas gastronómicas, recreativas y comerciales (Gift shop, resto-bar, pizzería, restaurantes, drugstore, discotecas, salones para eventos, museo “El Paraná y las islas”).
Durante la temporada de verano se realiza el traslado de pasajeros hacia las playas del Banquito de San Andrés del Río Paraná que se encuentran frente a la ciudad de Rosario.
La Estación Fluvial funciona con mayor asiduidad en la temporada estival con destino a los paradores y playas situadas en las islas vecinas y hacia los bancos de arena que se han formado con depósitos sedimentarios que arrastra la correntada del río frente al centro de la ciudad. Las salidas más frecuentadas son hacia los paradores Vladimir, Deja Vu y al Banco San Andrés. 
En el edificio ubicado en el hall del extremo norte, se exhiben las originales obras del llamado "Pintor de las islas", Don Raúl Domínguez. Funcionan además la boletería y varios locales comerciales.
Bordeando el edificio y el muelle, se extiende una amplia zona parquizada que incluye veredas utilizadas como mirador al río adyacente y pasarelas que conectan el parque con el Monumento Nacional a la Bandera, del cual está separado por la Av. Belgrano. En la zona verde cercana a la estación se desarrolla en el mes de noviembre de cada año la Encuentro y Fiesta Nacional de Colectividades.
- Datos: Q5640049